# Эдита Уилтонская
Эдита Уилтонская, или Эдгит из Уилтона, или Эдифь (англ. Edith of Wilton; 961, Кемсинг, Кент — 15 сентября 984, Уилтон, Уилтшир) — святая римско-католической церкви X века; принадлежала к Ордену Бенедиктинцев.

## Биография
Эдита родилась в 961 году в Кемсинге в английском графстве Кент. Согласно «ЭСБЕ» Эдита — «незаконная дочь короля англосаксонского Эдгара от аббатисы Вульфриды, которую Эдгар похитил из монастыря Вилтона» и, что очевидно, взял её силой. Однако, в исторических источниках того времени упоминается, архиепископ Кентерберийский Дунстан, который не одобрял прелюбодеяния молодого короля — Эдгар Миролюбивый состоял в любовной связи с Вульфридой (и здесь, похоже, речь идет о продолжительных отношениях), монахиней из Уилтона, которая в 961 году родила ему дочь Эдиту.

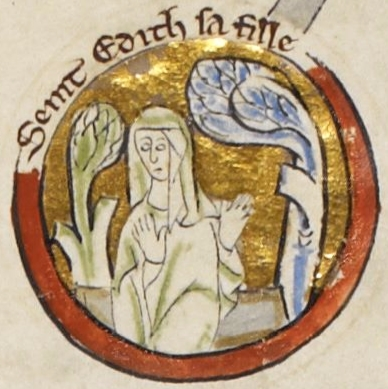
Эдита

Эдита воспитывалась в монастыре своей матери и в пятнадцатилетнем возрасте приняла монашество. Она отказалась от нескольких богатых аббатств и даже от английской короны, когда ей её предложили после убийства брата Эдуарда в 978 году. После смерти своей матери она сама стала управлять монастырем.
Эдита скончалась 15 сентября 984 года в Уилтоне; Дунстан присутствовал при ее последних минутах и после её кончины воздвиг ей великолепный памятник.
День памяти Святой Эдиты Уилтонской — 16 сентября.
Её житие описал монах Госцеллин, живший в XI веке («Vitae Sanctorum», Кёльн, 1570).